# Зімбах-ам-Інн
Зімбах-ам-Інн (нім. Simbach am Inn) — місто в Німеччині, розташоване в землі Баварія, на кордоні з Австрією. Підпорядковується адміністративному округу Нижня Баварія. Входить до складу району Ротталь-Інн.
Площа — 47,33 км2. Населення становить 10 055 ос. (станом на 31 грудня 2020).